# Quaregnon
Quaregnon (pcd. Cwargnon) – miejscowość i gmina w południowej Belgii, w Regionie Walońskim, w prowincji Hainaut, w okręgu Mons. Według Dyrekcji Generalnej Instytucji i Ludności, 1 stycznia 2024 roku gmina liczyła 18 959 mieszkańców.

## Podział administracyjny
W skład gminy wchodzi jedna dzielnica (section):
- Wasmuel

## Osoby

### urodzone w Quaregnon
- Modeste Carlier (1820–1878), belgijski malarz
- Georges Cuisenaire (1891–1975), belgijski pedagog
- Robert Delcourt (1902–1967), pikardyjski pisarz
- Jacques Dupuis (1902–1967), belgijski architekt
- Jules Godart (1877–1909), belgijski piosenkarz liryczny
- Constant Malva (1903–1969), belgijski pisarz
- Henri Roger (1861–1917), belgijski polityk
- Henri Tournelle (1893–1959), pikardyjski pisarz
- Émile Vandervelde (1866–1938), belgijski polityk

## Współpraca
Miejscowości partnerskie:
- Assoro, Włochy
- Aÿ, Francja
- Condé-sur-l’Escaut, Francja